# Рукоделие

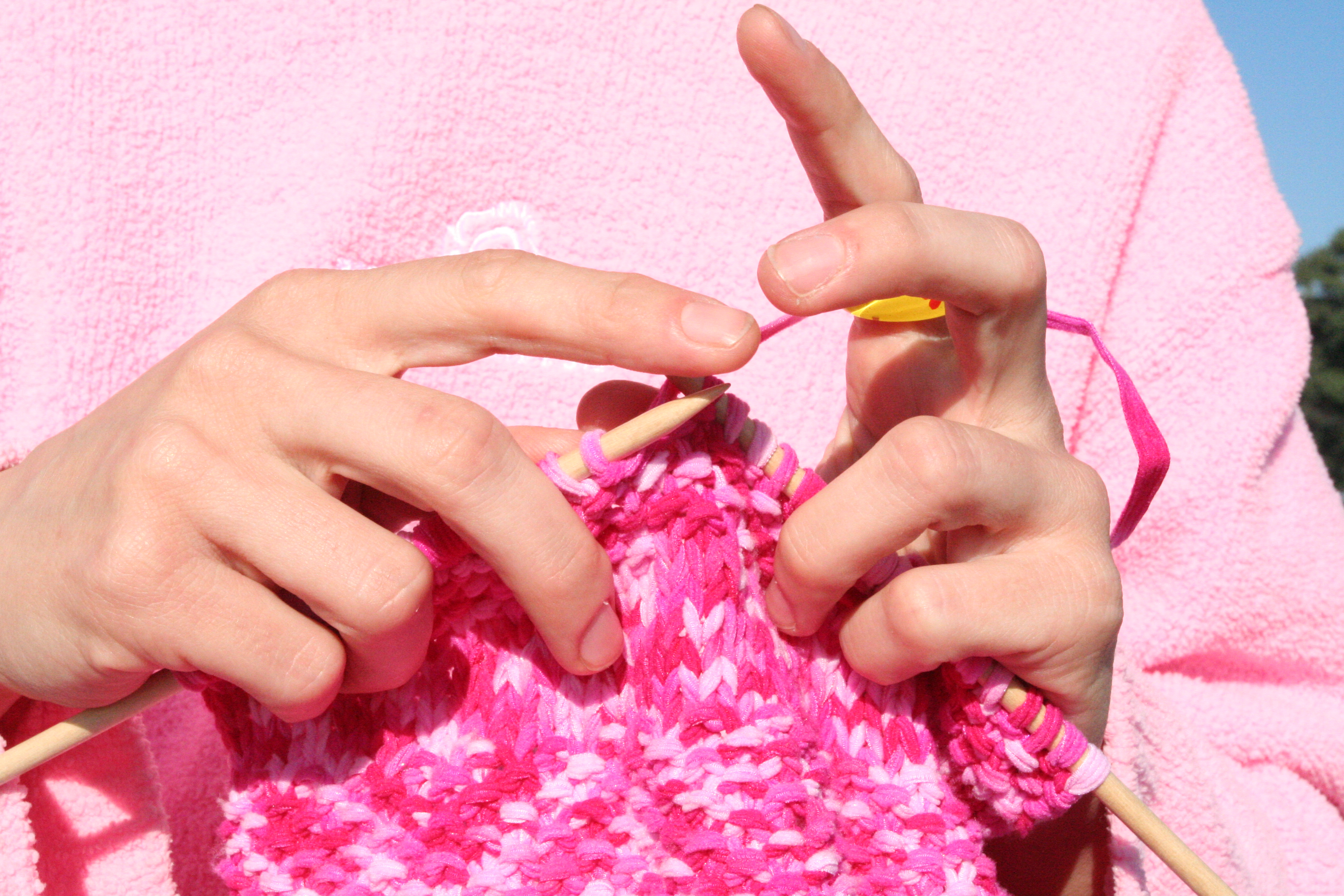
Вязание

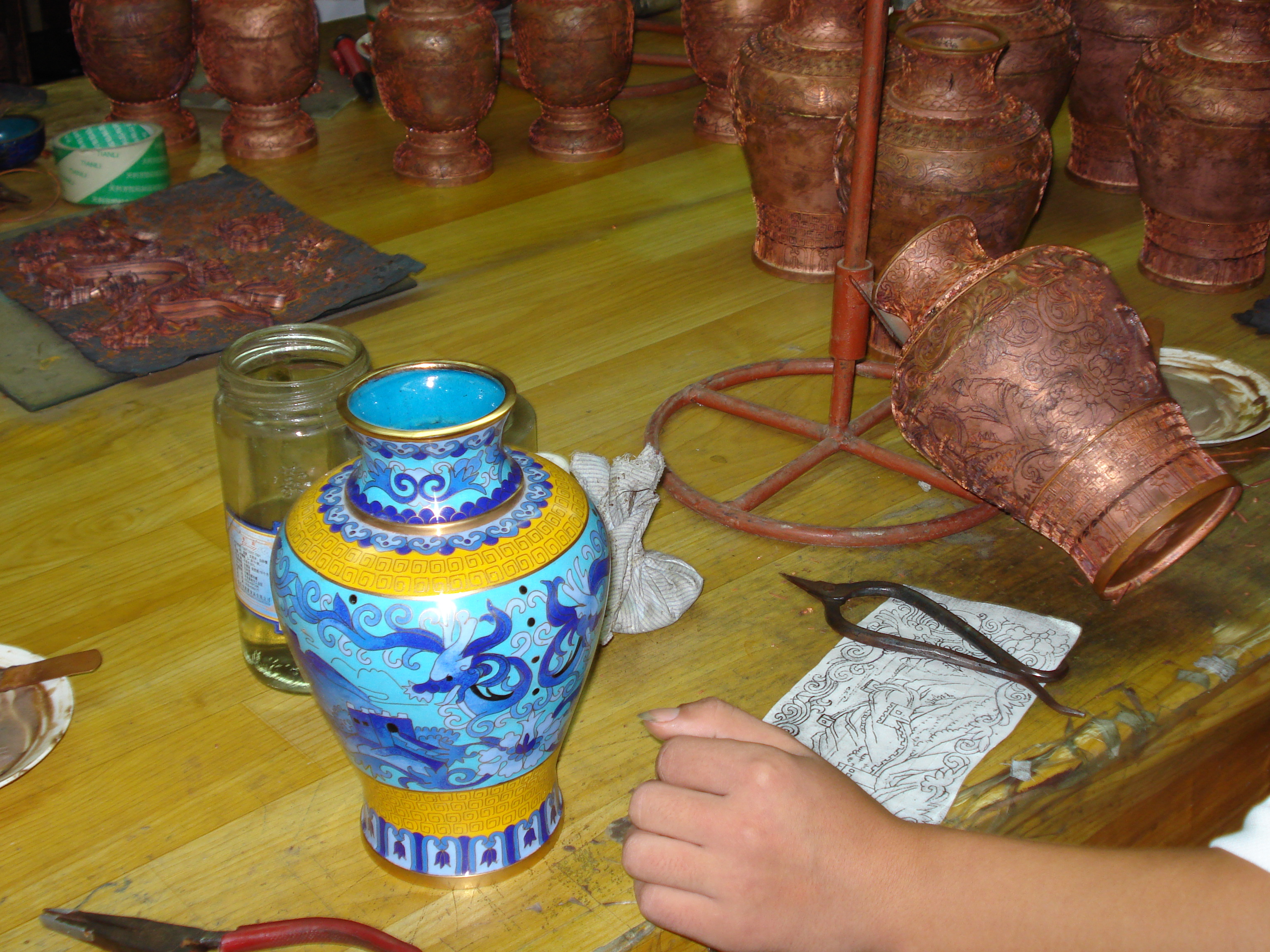
Изготовление китайских ваз

Рукоде́лие — вид ручного труда, искусство выполнения вещей из ткани, ниток, шерсти и других материалов. Преимущественно термин используется для такого труда как шитьё, вышивание, вязание, ткачество, плетение. Но также сюда относится декорирование готовых изделий (декупаж, роспись, инкрустация, мозаика и т.д).
В рукоделии создаются декоративные и бытовые предметы. Предметы рукоделия использовались для украшения дома, в хозяйстве, быту, праздничного и носильного костюма, подарков, и очень редко для продажи. В настоящее время рукоделие практически ушло из семейного быта.
Многие виды ручного искусства нашли своё место в шитье и цветоделии, аппликации и лоскутном шитье, квиллинге и валянии, вязании и вышивке. Даже такие старинные виды рукоделия, как ткачество, ковроткачество и художественная обработка кожи в современном мире очень актуальны и востребованы.

## Виды рукоделия
- Шитьё — создание на материале стежков и швов при помощи иглы и ниток, лески и тому подобному. Одно из древнейших технологий производства, возникшее ещё в Каменном веке.
  - Цветоделие — изготовление женских украшений из ткани и лент в виде цветов
  - Лоскутное шитьё, лоскутное одеяло — лоскутная техника, лоскутная мозаика, текстильная мозаика — вид рукоделия, при котором по принципу мозаики сшивается цельное изделие из кусочков ткани.
    - Аппликация — способ получения фигур путём вырезания из различных материалов; техника декоративно-прикладного искусства.

  - Стёганые изделия, квилтинг — прошитые насквозь два куска ткани и положенный между ними слой ватина или ваты.
- Вышивание — искусство украшать самыми разными узорами всевозможные ткани и материалы, от самых грубых и плотных, как, например: сукно, холст, кожа, до тончайших материй — батиста, кисеи, газа, тюля и пр. Инструменты и материалы для вышивания: иглы, нитки, пяльцы, ножницы.
  - Вышивка бисером — узоры на ткани образуются пришитым в различных техниках бисером.
- Вязание — процесс изготовления изделий из непрерывных нитей путём изгибания их в петли и соединения петель друг с другом с помощью несложных инструментов вручную или на вязальной машине.
- Художественная обработка кожи — изготовление из кожи различных предметов как бытового, так и декоративно-художественного назначения.
- Ткачество — производство ткани на ткацких станках, одно из древнейших человеческих ремёсел.
- Ковроткачество — производство ковров.
- Выжигание — на поверхность какого-либо органического материала при помощи раскалённой иглы наносится рисунок.
  - Выжигание по дереву
  - Выжигание по ткани (гильоширование) — техника рукоделия, подразумевающая отделку изделий ажурным кружевом и изготовление аппликаций выжиганием с помощью специального аппарата.
  - По другим материалам
  - Горячее тиснение — технология художественной маркировки продукции методом горячего тиснения.
  - Обработка древесины кислотами
- Художественная резьба — один из древнейших и широко распространенных видов обработки материалов.
  - Резьба по камню — процесс формирования нужной формы, который осуществляется посредством сверления, полировки, шлифовки, распиловки, гравировки и т. д.
  - Резьба по кости — вид декоративно-прикладного искусства.
  - Резьба по дереву
- Рисование по фарфору, стеклу
- Мозаика — формирование изображения посредством компоновки, набора и закрепления на поверхности разноцветных камней, смальты, керамических плиток и других материалов.
- Витраж — произведение декоративного искусства изобразительного или орнаментального характера из цветного стекла, рассчитанное на сквозное освещение и предназначенное для заполнения проёма, чаще всего оконного, в каком-либо архитектурном сооружении.
- Декупаж — декоративная техника по ткани, посуде, мебели и пр., заключающаяся в скрупулёзном вырезании изображений из бумаги, которые затем наклеиваются или прикрепляются иным способом на различные поверхности для декорирования.
- Оригами — древнее искусство складывания фигурок из бумаги.
- Лепка, скульптура, керамическая флористика — придание формы пластическому материалу с помощью рук и вспомогательных инструментов.
- Плетение — способ изготовления более жестких конструкций и материалов из менее прочных материалов: нитей, растительных стеблей, волокон, коры, прутьев, корней и другого подобного мягкого сырья.
  - Бамбук — плетение из бамбука.
  - Берёста — плетение из верхней коры березы.
  - Бисер, бисероплетение — создание украшений, художественных изделий из бисера, в котором, в отличие от других техник, где он применяется, бисер является не только декоративным элементом, но и конструктивно-технологическим.
  - Корзина
  - Кружево — декоративные элементы из ткани и ниток.
  - Макраме — техника узелкового плетения.
  - Лоза — ремесло изготовления плетёных изделий из лозы: домашней утвари и ёмкостей различного назначения.
  - Циновка — плетение настила настил из какого-либо грубого материала, циновка, рогожа.
- Роспись:
  - Городецкая роспись — русский народный художественный промысел. Яркая, лаконичная роспись (жанровые сцены, фигурки коней, петухов, цветочные узоры), выполненная свободным мазком с белой и чёрной графической обводкой, украшала прялки, мебель, ставни, двери.
  - Полхов-Майданская роспись — производство расписных токарных изделий — матрёшки, пасхальные яйца, грибы, солонки, кубки, поставки — щедро украшены сочной орнаментальной и сюжетной росписью. Среди живописных мотивов наиболее часто встречаются цветы, птицы, животные, сельские и городские пейзажи.
  - Мезенская роспись по дереву — тип росписи домашней утвари — прялок, ковшей, коробов, братин.
  - Жостовская роспись — народный промысел художественной росписи металлических подносов.
  - Семёновская роспись — изготовления деревянной игрушки с росписью.
  - Хохлома — старинный русский народный промысел, родившийся в XVII веке в округе Нижнего Новгорода
  - Гжель
  - Петриковская роспись
  - Витражная роспись — ручная роспись по стеклу, имитация витража.
  - Батик — ручная роспись по ткани с использованием резервирующих составов.
    - Холодный батик — техника росписи по ткани использует специальный резервирующий состав холодным.
    - Горячий батик — узор создается с помощью расплавленного воска или других подобных веществ.
- Скрапбукинг — оформление фотоальбомов
- Валяние — особая техника рукоделия, в процессе которой из шерсти для валяния создаётся рисунок на ткани или войлоке, объёмные игрушки, панно, декоративные элементы, предметы одежды или аксессуары.
  - Мокрое валяние — классический способ валяния шерсти при помощи мыла, известный с давних времен. Самым распространенным примером являются валенки.
  - Сухое валяние — метод уплотнения шерсти иголками с насечкой. Его применяют в основном для создания объемных объектов: игрушек, элементов декора и украшений.
- Флористика — создание букетов, композиций, панно, коллажей из разнообразных природных материалов (цветов, листьев, трав, ягод, плодов, орехов и т. д.)
  - Свит-дизайн — цветочный букет или композиция из конфет. Композиции изготавливают из гофрированной бумаги, искусственной зелени и флористических материалов.